# Loflammiopsis
Loflammiopsis is een monotypisch geslacht van korstmossen behorend tot de familie Byssolomataceae. Het bevat alleen de soort Loflammiopsis brasiliensis.